# Staroje Saburowo
Staroje Saburowo (ros. Старое Сабурово) – wieś (sieło) w Rosji, w obwodzie tambowskim, w rejonie nikiforowskim. W 2010 liczyła 206 mieszkańców.